# Спроси у Альберта
«Спроси у Альберта» (нем. Albert sagt… Natur – aber nur!) — немецко-венгерский научно-исследовательский мультсериал, который транслировался на телеканале ZDF с 18 января 1996 по 1997 год. Основан на «Книгах-окна» Фредерика Вестера, и на первом плане было обучение окружающей среде и экологическому сознанию. В 2002 году было выпущено продолжение, также получившее название в русском переводе «Спроси у Альберта» (нем. Albert auf Entdeckungstour).

## Описание
Главный герой Альберт — розовое мифическое существо с птичьим клювом и приближёнными к млекопитающим остальными частями тела. Альберт дерзкий, но ему свойственны любознательность и дружелюбие, поэтому он ладит со всеми животными. Его приключения помогают объяснить природу и окружающую среду. С этой целью Альберт имеет возможность увеличивать или уменьшать, чтобы отслеживать растения и элементы вплоть до мельчайших деталей. Для этого он может не только летать или бегать, но и нырять и плавать. Помимо важности природы и окружающей среды, мультсериал также учитывает возможные опасности и экологические проблемы. В частности, рассматривается угроза, исходящая от человека или машины.

## Производство
Мультсериал «Спроси у Альберта» был создан по заказу канала ZDF и спродюсирован студиями Cologne Cartoon, EVA Entertainment, JEP Animation, Kecskemétfilm и Videal. Режиссёрами фильма выступили Дитмар Кремер, Фил Киммельман и Лайош Надь. Сценарий написали Марк Нидхэм, Фиона Хоу и Гарет Джонс, а также научный соавтор Буркхард Мёнтер. Продюсером выступил Юрген Эгенольф, а музыку написали Мартин Горенц, Ивз Ферран и Мэнди Ван Баарен. Дизайн был разработан Анной Хезелер, которая также отвечала за эффекты, и режиссёром Дитмаром Кремером. Актёром озвучивания Альберта является Бодо Вольф, однако других героев озвучили Вольфганг Грёнебаум, Ханс-Герд Килбингер, Штефан Шлебергер и Таня Шуман. Немецкая дублированная версия была создана под руководством Герхарда Графа.

## Трансляция
Первая трансляция мультсериала состоялась 18 января 1996 года на телеканале ZDF. Всего в двух сезонах было показано 13 эпизодов. Позже сериал также был показан в Бразилии, Венгрии и США. В 2008 году мультсериал начал транслироваться в России на телеканале «Бибигон» (позднее — «Карусель»).